# Elezioni parlamentari in Bosnia ed Erzegovina del 2000
Le elezioni parlamentari in Bosnia ed Erzegovina del 2000 si tennero l'8 aprile per il rinnovo dell'Assemblea parlamentare (Camera dei rappresentanti e Camera dei popoli).
Riguardo alle due entità federali, nella Federazione di Bosnia ed Erzegovina ebbero luogo le elezioni per il Parlamento (Camera dei rappresentanti e Camera dei popoli), mentre nella Repubblica Serba di Bosnia ed Erzegovina le elezioni per il Presidente e per l'Assemblea nazionale.
Indette in anticipo rispetto alla scadenza naturale della legislatura, le consultazioni non riguardarono la Presidenza del paese, eletta nel 1998.

## Risultati nazionali

### Camera dei rappresentanti
| Liste                                             | F. BiH  | F. BiH | F. BiH | R. Srpske | R. Srpske | R. Srpske | Totale    | Totale | Totale |
| Liste                                             | Voti    | %      | Seggi  | Voti      | %         | Seggi     | Voti      | %      | Seggi  |
| ------------------------------------------------- | ------- | ------ | ------ | --------- | --------- | --------- | --------- | ------ | ------ |
| Partito d'Azione Democratica                      | 233.352 | 27,02  | 7      | 46.196    | 7,37      | 1         | 279.548   | 18,76  | 8      |
| Partito Socialdemocratico di Bosnia ed Erzegovina | 235.616 | 27,28  | 8      | 32.654    | 5,21      | 1         | 268.270   | 18,00  | 9      |
| Partito Democratico Serbo                         | N.D.    | N.D.   | N.D.   | 248.579   | 39,67     | 6         | 248.579   | 16,68  | 6      |
| Unione Democratica Croata di Bosnia ed Erzegovina | 166.667 | 19,30  | 5      | 3.154     | 0,50      | -         | 169.821   | 11,40  | 5      |
| Partito per la Bosnia ed Erzegovina               | 134.917 | 15,62  | 4      | 34.078    | 5,44      | 1         | 168.995   | 11,34  | 5      |
| Partito del Progresso Democratico                 | N.D.    | N.D.   | N.D.   | 95.245    | 15,20     | 2         | 95.245    | 6,39   | 2      |
| SNSD - DSP                                        | 9.137   | 1,06   | -      | 66.684    | 10,64     | 1         | 75.821    | 5,09   | 1      |
| Partito Socialista                                | 3.071   | 0,36   | -      | 35.780    | 5,71      | 1         | 38.851    | 2,61   | 1      |
| Alleanza Nazionale Serba della Repubblica Serba   | N.D.    | N.D.   | N.D.   | 28.125    | 3,26      | -         | 28.125    | 1,89   | 1      |
| Nuova Iniziativa Croata                           | 17.624  | 2,04   | 1      | 5.980     | 0,95      | -         | 23.604    | 1,58   | 1      |
| Alleanza Popolare Democratica                     | N.D.    | N.D.   | N.D.   | 20.427    | 3,26      | -         | 20.427    | 1,37   | -      |
| Comunità Popolare Democratica                     | 18.895  | 2,19   | 1      | 632       | 0,10      | -         | 19.527    | 1,31   | 1      |
| Partito Patriottico di Bosnia ed Erzegovina       | 15.857  | 1,84   | 1      | 1.391     | 0,22      | -         | 17.248    | 1,16   | 1      |
| Partito Democratico dei Pensionati                | 15.962  | 1,85   | 1      | N.D.      | N.D.      | N.D.      | 15.962    | 1,07   | 1      |
| Partito Liberale Democratico                      | 7.888   | 0,91   | -      | 1.272     | 0,20      | -         | 9.160     | 0,61   | -      |
| Partito Democratico Civico                        | 4.644   | 0,54   | -      | 1.474     | 0,24      | -         | 6.118     | 0,41   | -      |
| Partito Radicale della Repubblica Serba           | N.D.    | N.D.   | N.D.   | 4.920     | 0,79      | -         | 4.920     | 0,33   | -      |
| Totale                                            | 863.630 |        | 28     | 626.591   |           | 14        | 1.490.221 |        | 42     |

## Elezioni nella Federazione di Bosnia ed Erzegovina

### Camera dei rappresentanti
| Liste                                                            | Voti    | %     | Seggi |
| ---------------------------------------------------------------- | ------- | ----- | ----- |
| Partito d'Azione Democratica                                     | 232 674 | 26,81 | 38    |
| Partito Socialdemocratico di Bosnia ed Erzegovina                | 226 440 | 26,09 | 37    |
| Unione Democratica Croata di Bosnia ed Erzegovina                | 151 812 | 17,49 | 25    |
| Partito per la Bosnia ed Erzegovina                              | 128 883 | 14,85 | 21    |
| Comunità Popolare Democratica                                    | 17 999  | 2,07  | 3     |
| Partito Patriottico di Bosnia ed Erzegovina                      | 14 681  | 1,69  | 2     |
| Nuova Iniziativa Croata                                          | 14 014  | 1,61  | 2     |
| Partito dei Pensionati della Federazione di Bosnia ed Erzegovina | 11 213  | 1,29  | 2     |
| Partito Bosniaco                                                 | 9 439   | 1,09  | 2     |
| Partito Croato dei Diritti di Bosnia ed Erzegovina               | 9 026   | 1,04  | 1     |
| Partito Democratico dei Pensionati di Bosnia ed Erzegovina       | 7 774   | 0,90  | 1     |
| Partito dei Socialdemocratici Indipendenti                       | 7 451   | 0,86  | 1     |
| Partito Liberale Democratico                                     | 7 441   | 0,86  | 1     |
| Partito Repubblicano di Bosnia ed Erzegovina                     | 5 301   | 0,61  | 1     |
| Partito Contadino Croato di Bosnia ed Erzegovina                 | 3 948   | 0,45  | 1     |
| Partito Democratico Civico                                       | 3 684   | 0,42  | 1     |
| Unione Democratica Cristiana Croata                              | 3 559   | 0,41  | 1     |
| Altri <0,20%                                                     | 12 373  | 1,43  | –     |
| Totale                                                           | 867 812 | 100   | 140   |

### Elezioni cantonali
| Liste                                              | USK | ŽP | TK | ZDK | BPS | SBK ŽSB | HNK ŽHN | ZHŽ | KS | K10 | Totale |
| -------------------------------------------------- | --- | -- | -- | --- | --- | ------- | ------- | --- | -- | --- | ------ |
| Partito d'Azione Democratica                       | 13  | 2  | 12 | 13  | 8   | 8       | 5       | -   | 8  | 2   | 71     |
| Partito per la Bosnia ed Erzegovina                | 5   | 1  | 4  | 6   | 8   | 4       | 4       | -   | 10 | 1   | 43     |
| Partito Socialdemocratico di Bosnia ed Erzegovina  | 6   | 4  | 16 | 11  | 8   | 6       | 4       | -   | 14 | 1   | 52     |
| Unione Democratica Croata di Bosnia ed Erzegovina  | -   | 7  | 1  | 2   | -   | 8       | 13      | 15  | 1  | 12  | 59     |
| Partito Croato dei Diritti di Bosnia ed Erzegovina | -   | 1  | -  | -   | -   | -       | 1       | 1   | -  | 1   | 4      |
| Nuova Iniziativa Croata                            | -   | 4  | -  | 1   | -   | 1       | -       | -   | -  |     | 6      |
| Partito Contadino Croato di Bosnia ed Erzegovina   | -   | -  | -  | -   | -   | -       | -       | -   | -  | 1   | 1      |
| PR                                                 | -   | -  | -  | -   | 1   |         |         |     | -  |     | 1      |
| Per il Progresso                                   | -   | -  | -  | -   | -   | -       | -       | 2   | -  | -   | 2      |
| Partito Patriottico di Bosnia ed Erzegovina        | -   | -  | -  | 1   | -   | 1       | 1       | -   | -  | -   | 3      |
| HKDP-Blocco                                        | -   | -  | -  | -   | -   | -       | -       | 1   | -  | -   | 1      |
| HKDU - Democratici Cristiani                       | -   | -  | -  | -   | -   | -       | -       | 1   | -  | 1   | 2      |
| Dirittisti Indipendenti                            | -   | -  | -  | -   | -   | -       | -       | 1   |    | -   | 1      |
| Socialdemocratici del posto d'origine              | -   | -  | -  | -   | -   | -       | -       | 1   |    | -   | 1      |
| Comunità Popolare Democratica                      | 5   | -  | -  | -   | -   | -       | -       | -   | -  | -   | 5      |
| Partito Bosniaco                                   | 1   | -  | 1  | -   | -   | -       | -       | -   |    | -   | 2      |
| Pensionati Bosniaci                                | -   | -  | 1  | 1   |     |         | -       |     | -  |     | 2      |
| Partito dei Socialdemocratici Indipendenti         | -   | -  | -  | -   | -   | -       | -       | -   | -  | 2   | 2      |
| Partito Socialista                                 | -   | -  | -  | -   | -   | -       | -       | -   | -  | 1   | 1      |

## Elezioni nella Repubblica Serba

### Elezioni presidenziali
| Candidati        | Partiti                                           | Voti    | %     |
| ---------------- | ------------------------------------------------- | ------- | ----- |
| Mirko Šarović    | Partito Democratico Serbo                         | 313.277 | 50,16 |
| Milorad Dodik    | Partito dei Socialdemocratici Indipendenti        | 161.619 | 25,88 |
| Momčilo Tepić    | Partito del Progresso Democratico                 | 54.379  | 8,71  |
| Slobodan Popović | Partito Socialdemocratico di Bosnia ed Erzegovina | 52.411  | 8,39  |
| Zijad Mujkić     | Partito Democratico Civico                        | 42.883  | 6,87  |
| Totale           | Totale                                            | 624.569 |       |

- Secondo i risultati ufficiali, i voti validi sono in totale 624.519.

### Elezioni parlamentari
| Liste                                             | Voti    | %     | Seggi |
| ------------------------------------------------- | ------- | ----- | ----- |
| Partito Democratico Serbo                         | 226 226 | 36,09 | 31    |
| Partito dei Socialdemocratici Indipendenti        | 81 467  | 13,00 | 11    |
| Partito del Progresso Democratico                 | 76 810  | 12,25 | 11    |
| Partito d'Azione Democratica                      | 47 379  | 7,56  | 6     |
| Partito per la Bosnia ed Erzegovina               | 32 450  | 5,18  | 4     |
| Partito Socialdemocratico di Bosnia ed Erzegovina | 31 176  | 4,97  | 4     |
| Partito Socialista                                | 30 636  | 4,89  | 4     |
| Partito Socialista Democratico                    | 25 763  | 4,11  | 4     |
| Alleanza Popolare Democratica                     | 22 083  | 3,52  | 3     |
| Alleanza Nazionale Serba della Repubblica Serba   | 14 239  | 2,27  | 2     |
| Pensionati della Repubblica Serba                 | 8 363   | 1,33  | 1     |
| Nuova Iniziativa Croata                           | 4 590   | 0,73  | 1     |
| Partito Democratico                               | 3 876   | 0,62  | 1     |
| Altri <0,50%                                      | 21 783  | 3,48  | –     |
| Totale                                            | 626 841 | 100   | 81    |